# Grégory Sertic
Grégory Sertic (Brétigny-sur-Orge, 5 agosto 1989) è un ex calciatore francese, di origini croate, di ruolo centrocampista.

## Palmarès

### Club

#### Competizioni nazionali
- Campionato francese: 1

Bordeaux: 2008-2009
- Coppa di Francia: 1

Bordeaux: 2012-2013
- Coppa di Lega francese: 1

Bordeaux: 2008-2009
- Supercoppa francese: 1

Bordeaux: 2009